# Primarias presidenciales del Partido ARENA de 2018
La elección interna de Alianza Republicana Nacionalista (ARENA) de 2018, fue la tercera de su tipo desde la promulgación de la Ley de Partidos Políticos que obliga a los institutos políticos salvadoreños el celebrar elecciones internas para escoger a sus candidatos a cargos de elección popular, y la primera en la que se escogía al candidato a la Presidencia de la República de El Salvador. 
Al ser una elección interna, la participación estaba restringida únicamente a los afiliados de este instituto político de oposición que estuvieran inscritos en el padrón electoral de ARENA. El número de electores convocados a emitir el sufragio el 22 de abril de 2018 ascendió a 122 364 afiliados, quienes eligieron de una terna de tres precandidatos al empresario Carlos Calleja. Los otros precandidatos que solicitaron su inscripción en el proceso interno fueron Gerardo Awad, Rafael Montalvo, Gustavo López Davidson y Javier Simán, de los cuales únicamente los dos últimos fueron admitidos junto a Calleja para participar en la elección.

## Antecedentes
ARENA había realizado procesos internos para la designación de sus candidatos para la Presidencia en las elecciones de 2004 (Elías Antonio Saca), 2009 (Rodrigo Ávila) y 2014 (Norman Quijano), los cuales fueron fuertemente criticados incluso por afiliados del partido por la falta de transparencia e inclusión de las bases en la elección de los candidatos. Con la promulgación en 2013 de la Ley de Partidos Políticos que entró en vigencia para las elecciones legislativas y municipales de 2015, ARENA había celebrado en dos ocasiones a través de su Comisión Electoral Nacional (CEN) procesos de elección interna en cumplimiento de la misma.

## Proceso de elección

### Convocatoria
El 27 de octubre de 2017 la Comisión Electoral Nacional realizó en conferencia de prensa el llamado a celebrar elecciones internas para escoger al candidato del partido para la elección de 2019. Esta convocatoria ocurrió menos de un mes después de que el Tribunal Supremo Electoral (TSE) de El Salvador convocara a las elecciones municipales y legislativas de 2018, por lo que el proceso fue calificado como apresurado (la ley obliga a convocar elecciones internas como máximo 6 meses antes de la convocatoria del TSE) por miembros del partido, incluido uno de los aspirantes a la candidatura en aquel momento, el abogado Luis Parada quien finalmente desistió de participar en el proceso antes de que este iniciara.
La convocatoria del 27 de octubre establecía además un calendario electoral con la inscripción de candidatos el 10 de noviembre de 2017 como fecha límite, y la elección a nivel nacional para el 22 de abril de 2018. El candidato que resultara electo sería ratificado por medio de una Asamblea General el 6 de mayo de 2018.

### Inscripciones
El 10 de noviembre se presentaron ante la sede del partido en San Salvador cinco interesados en participar por la candidatura:
- Javier Simán, abogado y empresario, expresidente de la Asociación Salvadoreña de Industriales (ASI);[11]
- Carlos Calleja, empresario y vicepresidente del Grupo Calleja;[12]
- Gustavo López Davidson, ingeniero industrial y empresario farmacéutico, presidente de Laboratorios López y fundador firmante de ARENA;[13]
- Gerardo Awad, empresario textil y exasesor del Grupo Parlamentario de ARENA en la Asamblea Legislativa;[14]
- Rafael Montalvo, ingeniero agrónomo y humorista, exdiputado de ARENA en la Asamblea Legislativa.[15]

Estos aspirantes fueron evaluados por la CEN, que avaló la inscripción oficial como precandidatos a Simán, Calleja y López Davidson. Rafael Montalvo y Gerardo Awad fueron descartados del proceso a pesar de apelar dicha decisión, Awad anunció tras el fracaso de su aspiración que apoyaría a Carlos Calleja en la siguiente etapa de las internas.

### Campaña
El 7 de marzo, una vez finalizadas las elecciones municipales y legislativas de 2018, dio inicio el período oficial de campaña que sin embargo, había iniciado de forma anticipada provocando sanciones por parte del TSE a los precandidatos en noviembre y diciembre de 2017. El 10 de abril, el TSE emitió una resolución que prohibía a los precandidatos de todos los partidos políticos realizar campaña política mediante el uso de vallas publicitarias y anuncios pagados en medios de comunicación escritos, radiales y televisivos. El partido ARENA expresó su disconformidad con la resolución que incluso imposibilitaba al partido para realizar dos debates que tenía programados en las semanas previas a la elección, y anunció que agotaría las instancias legales para revertir la medida.

### Debates
El 12 de marzo la CEN anunció que celebraría tres debates televisados con los precandidatos, al tiempo que prohibía a los mismos de participar en debates, foros o entrevistas que no fueran los organizados por la CEN para garantizar un debate "de altura". Sin embargo, los precandidatos de forma individual si podían participar de dichas actividades dentro de su campaña proselitista.
El primer debate se celebró en el Palacio Tecleño, el 5 de abril y fue televisado a través de Canal 4 de Telecorporación Salvadoreña. En este debate fungió como moderador el periodista salvadoreño Rafael Domínguez junto a la economista Coralia Guerra, el ingeniero Carlos Mayora, y el expresidente de la CEL Guillermo Sol Bang. El tema principal que se debatió fue sobre reconciliación y despolarización, pero también abordaron temas sobre educación, seguridad y finanzas públicas.
Con la prohibición del TSE para televisar los siguientes dos debates programados, estos fueron transmitidos a través de plataformas digitales de periódicos y redes sociales de ARENA. El segundo debate programado se celebró el 12 de abril, y se centró en temas de seguridad pública.
El 19 de abril se celebró el tercer y último debate programado que se enfocó en temas de empleo, salud pública y educación.

## Elección
Para la votación del 22 de abril, el CEN organizó 107 centros de votación a nivel nacional, siendo el más grande de ellos el ubicado en el Centro Internacional de Ferias y Convenciones (CIFCO) en San Salvador. Los 122 364 afiliados fueron agrupados en estos centros de votación acorde a su cercanía geográfica con el mismo. La instalación de las 398 Juntas Receptoras de Votos se realizó a partir de las 6:30 hora local, dando inicio la votación de los afiliados a partir de las 8:00 hasta las 17:00.
Cada afiliado recibió una papeleta con la fotografía de los tres precandidatos, en la cual debía marcar uno solo de ellos para que fuese contabilizado como un voto válido. El reglamento establecía que el ganador de la elección sería aquel precandidato que obtuviera la mayor cantidad de votos válidos, y que las urnas de votación solo serían abiertas en caso de que la diferencia entre dos o más candidatos fuese menor al 1% de los votos válidos emitidos.
A las 18:30 el precandidato Javier Simán convocó en un hotel de San Salvador a una conferencia de prensa donde reconocía y felicitaba por la victoria a su contrincante Carlos Calleja, algo que fue ratificado a las 19:00 por el coordinador general de la CEN, Ricardo Martínez, quien con un 86.2% de las actas escrutada anunció que la tendencia era irreversible y anunciaba la elección de Calleja como candidato para la Presidencia. En la madrugada del 23 de abril la CEN anunció los resultados finales que daban una victoria a Calleja por el 60.8% de los votos válidos frente al 38.2% de Simán y el 1.0% de López Davidson. La participación fue del 48.11% del padrón de afiliados.